# Torneo Internacional de Moscú
El Moscow River Cup es un torneo para las jugadoras de tenis profesionales femenino jugado en canchas de arcilla al aire libre. El evento inició a partir del 2018 y es parte de la WTA Tour como un torneo International.
Luego de una sola edición la empresa dueña de los derechos decidió mover el torneo a la ciudad de Jūrmala (Letonia).

## Palmarés

### Individual
| Año  | Campeona       | Finalista          | Resultado        |
| ---- | -------------- | ------------------ | ---------------- |
| 2018 | Olga Danilović | Anastasia Potapova | 7-5, 6-7(1), 6-4 |

### Dobles
| Año  | Campeonas                         | Finalistas                         | Resultado |
| ---- | --------------------------------- | ---------------------------------- | --------- |
| 2018 | Anastasia Potapova Vera Zvonareva | Alexandra Panova Galina Voskoboeva | 6-0, 6-3  |